# Arrhenosphaera craneae
Arrhenosphaera craneae är en svampart som beskrevs av Stejskal 1974. Arrhenosphaera craneae ingår i släktet Arrhenosphaera och familjen Ascosphaeraceae.   Inga underarter finns listade i Catalogue of Life.